# Federazione di rugby a 15 dell'Iran
Islamic Republic of Iran Rugby Association, abbreviato in Iran Rugby Association (in farsi رسمي انجمن راگبي جمهوري اسلامي ايران) è l'organismo di governo del rugby a 15 in Iran.